# Жовто-бурий мармуровий клоп
Жовто-бурий мармуровий клоп (лат. Halyomorpha halys) — комаха з родини Щитники. Походить з Південно-Східної та Східної Азії, первісно поширена в Китаї, Японії, Кореї та інших азійських країнах. Личинки й дорослі особини цього виду можуть харчуватись понад 300 видами рослин, в тому числі багатьма сільськогосподарськими культурами. Перше відоме виявлення цієї комахи в США сталося 1998 року в Пенсільванії, куди, як вважається, її випадково завезли. До початку 2010-х років мармуровий клоп став серйозним сезонним шкідником фруктових садів на сході США. У 2010 році в Середньоатлантичних штатах через шкоду, завдану цими комахами, було втрачено урожай яблук на суму $37 млн, деякі фермерства з вирощення кістянкових фруктів втратили понад 90 % врожаю. Починаючи з 2010-х, клоп поширився в Грузії та Туреччині і завдав серйозної шкоди вирощуванню фундука. На сьогодні він поширений в багатьох частинах Північної Америки, а також набув поширення в Європі та Південній Америці.
В Україні жовто-бурого мармурового клопа вперше виявлено в серпні 2023 року.

## Опис
Дорослі клопи досягають приблизно 1,2-1,7 сантиметра в довжину і приблизно стільки ж в ширину. Тіло має характерну для клопів надродини Pentatomoidea форму у вигляді геральдичного щита. Верхня частина тіла зазвичай бурого кольору, нижня — кремова чи біло-коричнева. Забарвлення може відрізнятися, деякі особини мають різні відтінки червоного, сірого, світло-коричневого, мідного або чорного кольору. «Мармуровим» названий через унікальне для цього виду чергування світлих та темних смуг на вусиках та тонкому зовнішньому краї черевця, що нагадує мармуровий малюнок. Лапки коричневі з білими плямами або смугами.
Личинки на різних стадіях мають чорне або темно-коричневе забарвлення, з червоним кольором оболонки між склеритами. Лапки німф чорні з різною кількістю білих смуг. Відразу після линяння особини всіх стадій мають блідо-біле забарвлення з червоними мітками. Самка відкладає по 20-30 світло-зелених яєць (зазвичай, на зворотній стороні листя), які поступово набувають білого кольору.
Як і у всіх клопів, залози, що виробляють захисну хімічну речовину (з неприємним запахом), розташовані на нижній стороні грудей, між першою та другою парами ніг.

## Поведінка

### Харчування

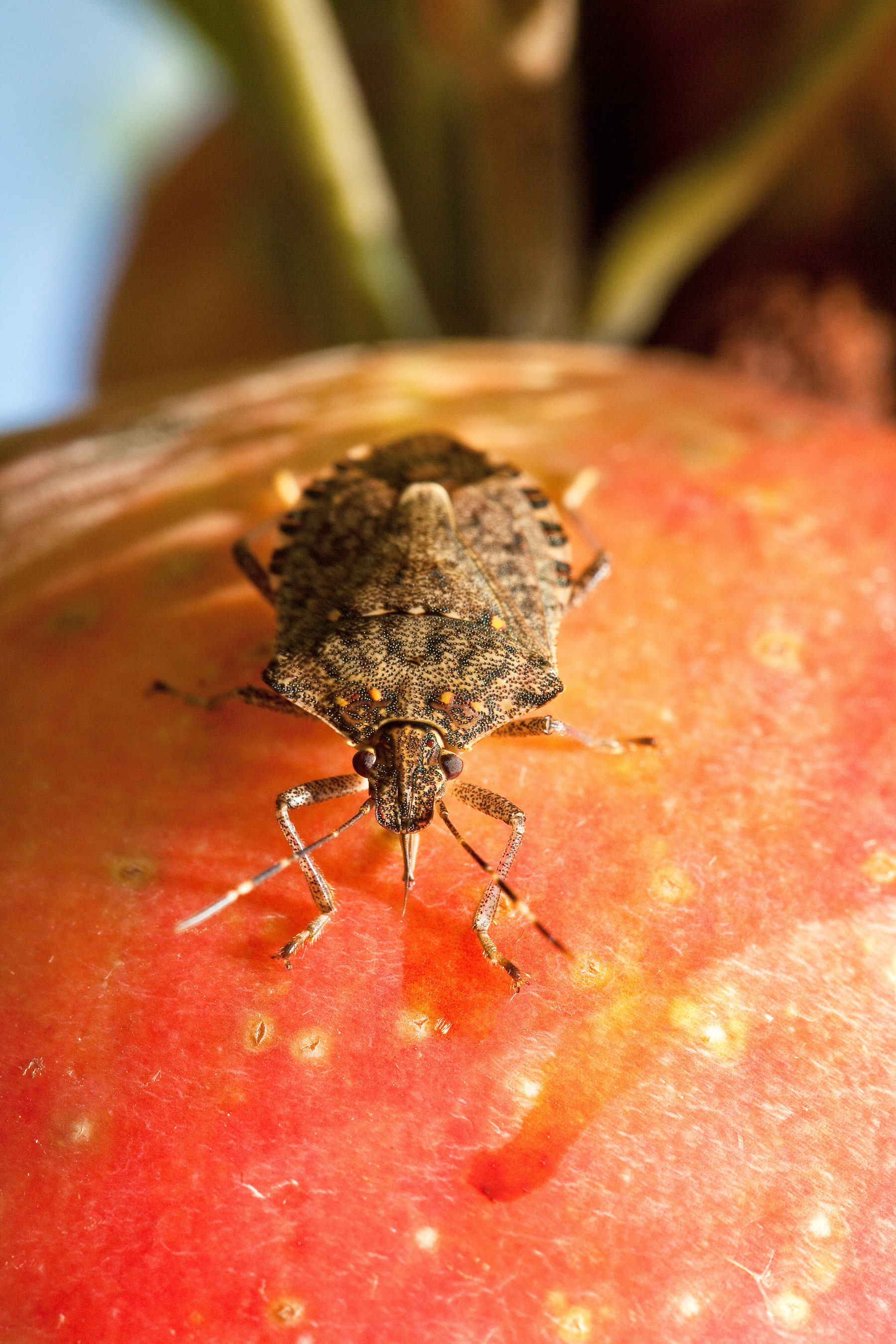
Клоп висмоктує сік з яблука

Жовто-бурий мармуровий клоп, як і всі напівтвердокрилі, використовує свій хоботок, щоб проколоти зовнішню частину рослини: шкірку плодів, молоду кору на пагонах або листову поверхню. Потім вони впорскують спеціальні травні ферменти, які зріджують рослинні тканини, після чого висмоктують зріджені поживні речовини. Такий тип живлення шкідника призводить до виникнення некрозів на плодах, втрати насіння, крапчастості і пошкодження листя. Отримані ушкодження роблять рослини більш чутливими до вторинних інфекцій. У більшості випадків плоди стають непридатними для продажу. Клоп цього виду є сільськогосподарським шкідником, який може завдати великої шкоди фруктовим та овочевим культурам.

### Захист
Жовто-бурий мармуровий клоп має здатність виділяти захисну речовину з неприємним запахом через отвори в черевці, щоб запобігти поїданню його птахами чи ящірками. Вивільнення запаху можна спровокувати, поранивши комаху, при її переміщенні чи, навіть, просто при торканні до неї. Запах характеризується як «їдкий з відтінком коріандру».
Повідомлення про випадки захворювання серед людей досить рідкісні, але захисні речовини клопа токсичні та можуть подразнити шкіру та очі людини. Один випадок запалення рогівки ока був зареєстрований у Тайвані.

### Спаровування
Під час залицяння самець виділяє феромони та передає самці вібраційні сигнали. Самка, в свою чергу, відповідає власними вібраційними сигналами. Клопи використовують такі сигнали, щоб розпізнавати та знаходити одне одного. Вібраційні сигнали цього виду відомі своєю низькою частотою. Сигнал самця набагато довший порівняно з сигналами клопів інших видів, хоча значення цього ще не зрозуміле.

## Природні вороги
У Китаї основним ворогом жовто-бурого мармурового клопа є Trissolcus japonicus — вид паразитичної оси родини Scelionidae.
У США, Європі та Новій Зеландії існують програми біологічного захисту рослин від жовто-бурого мармурового клопа, зосереджені на інтродукції Trissolcus japonicus.
Повідомлялося, що кілька паразитоїдів і хижаків, що мешкають у Північній Америці та Європі можуть нападати на яйця клопів цього виду, личинок і дорослих особин.

## Життєвий цикл

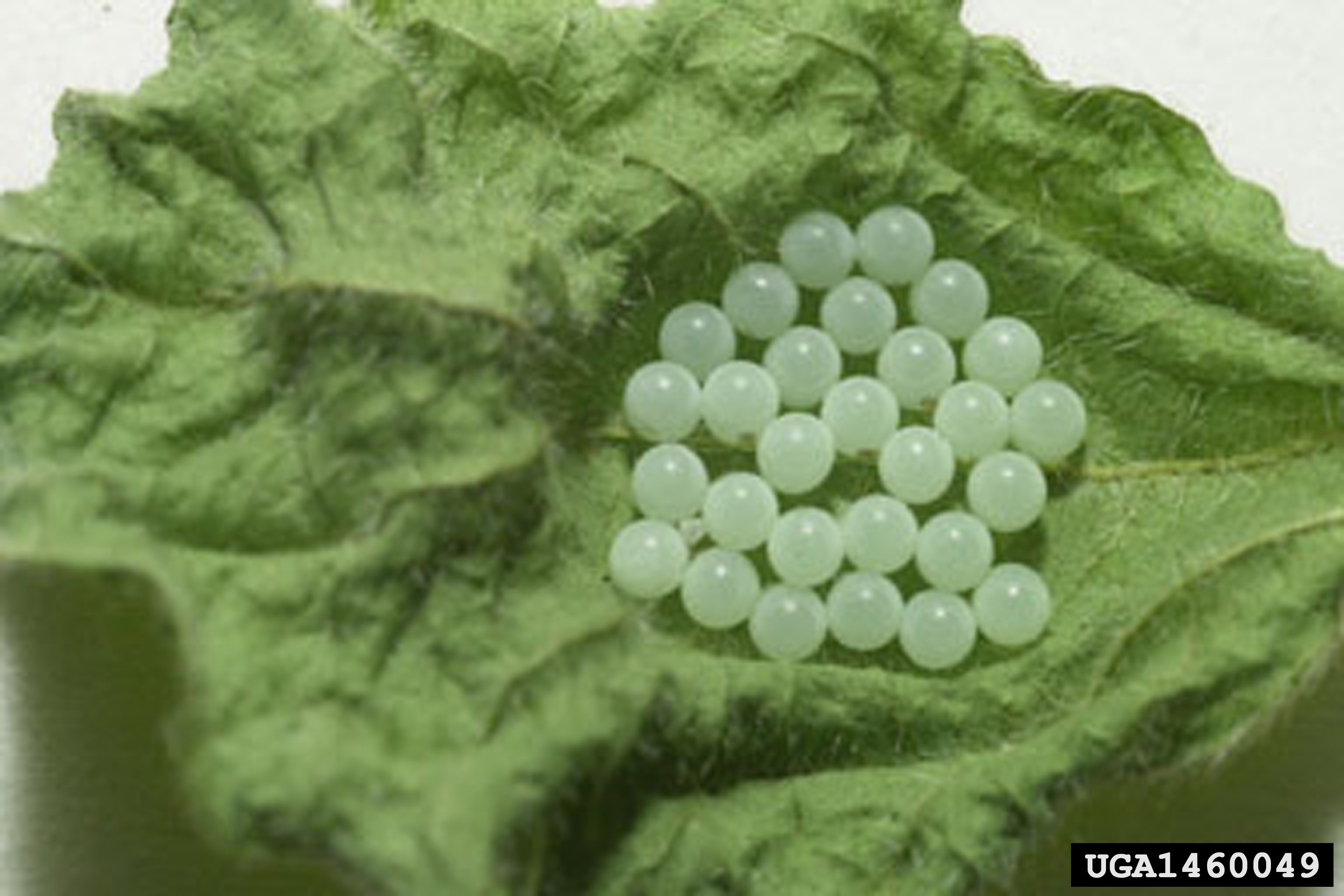
Відкладені на листку яйця
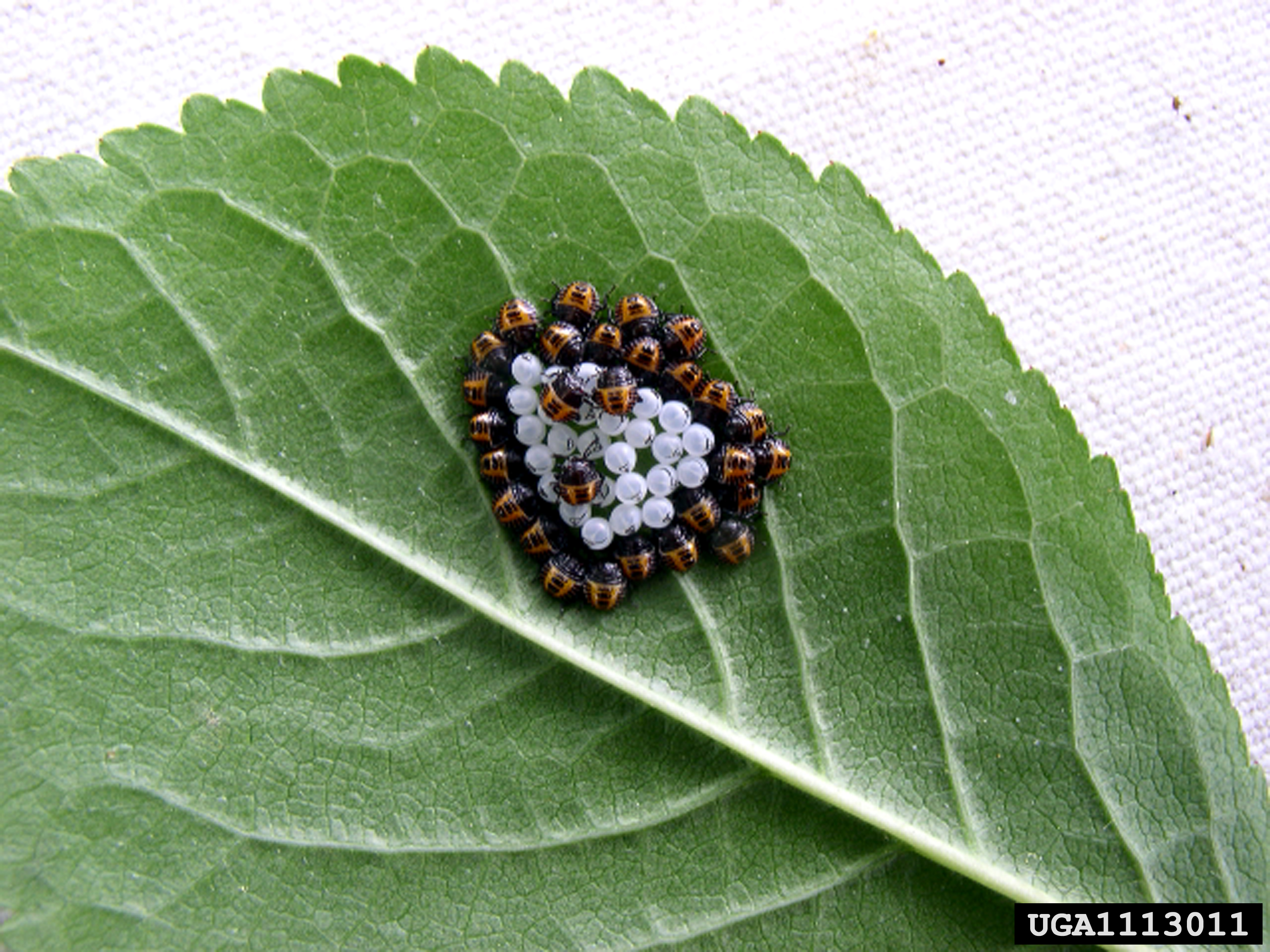
Щойно вилуплені особини
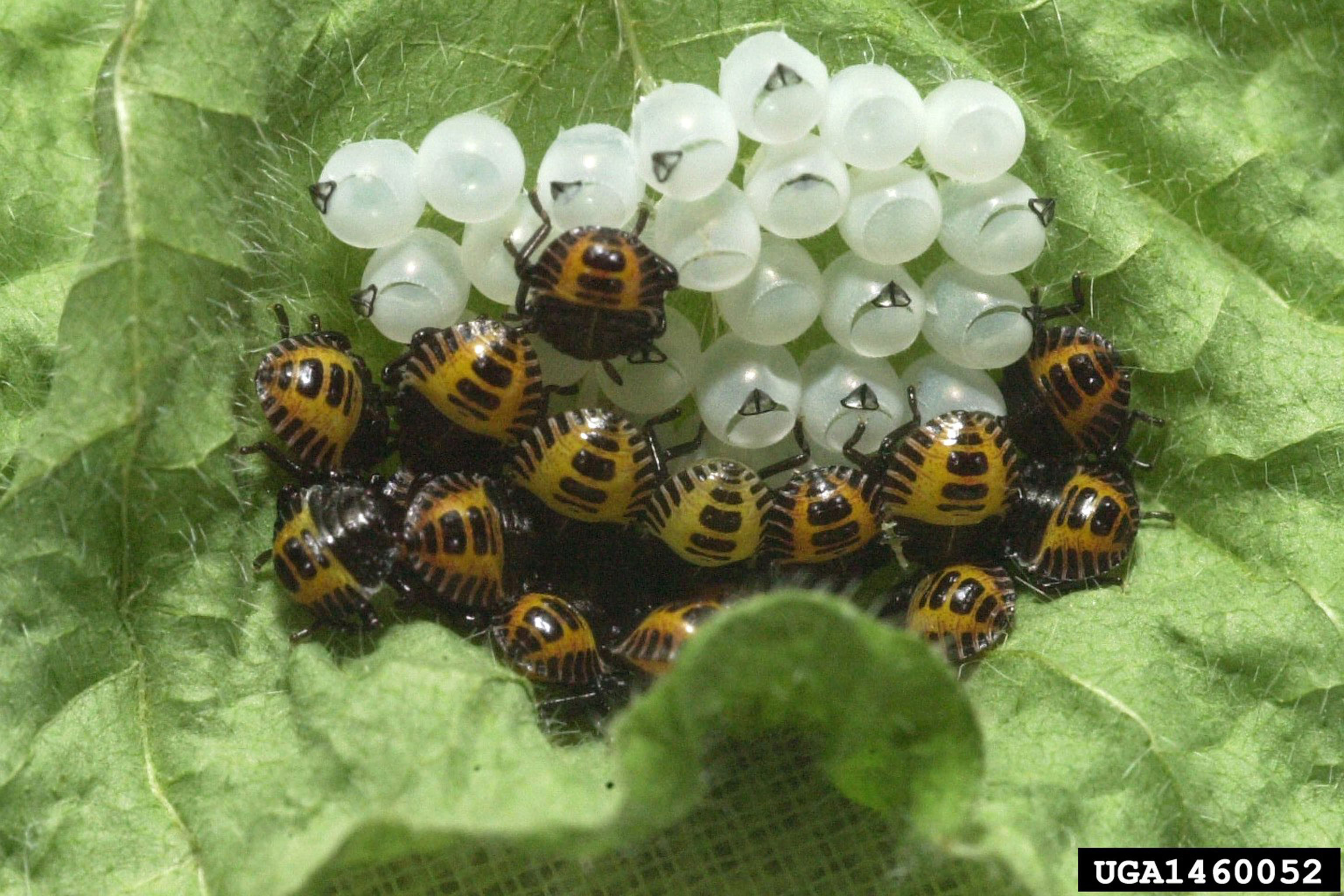
Щойно вилуплені особини
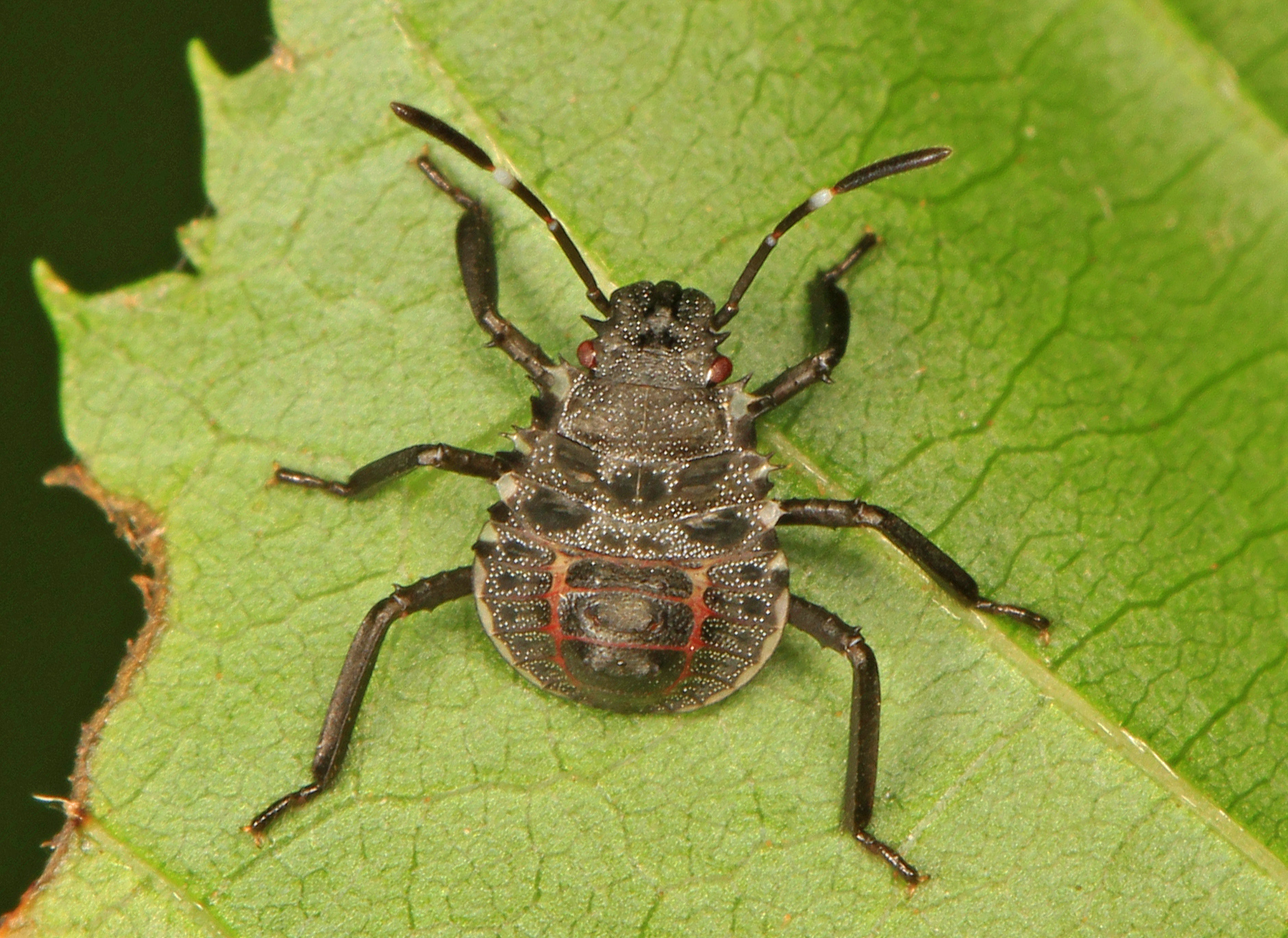
Німфа
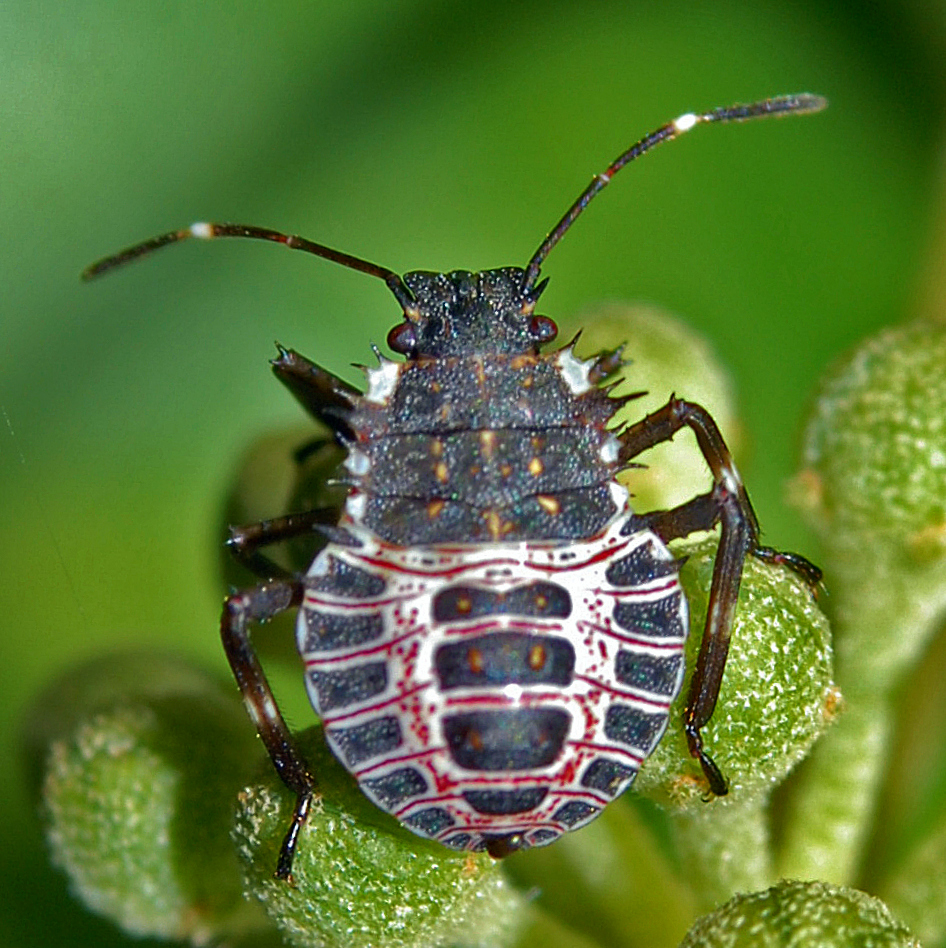
Німфа на третій чи четвертій личинковій стадії
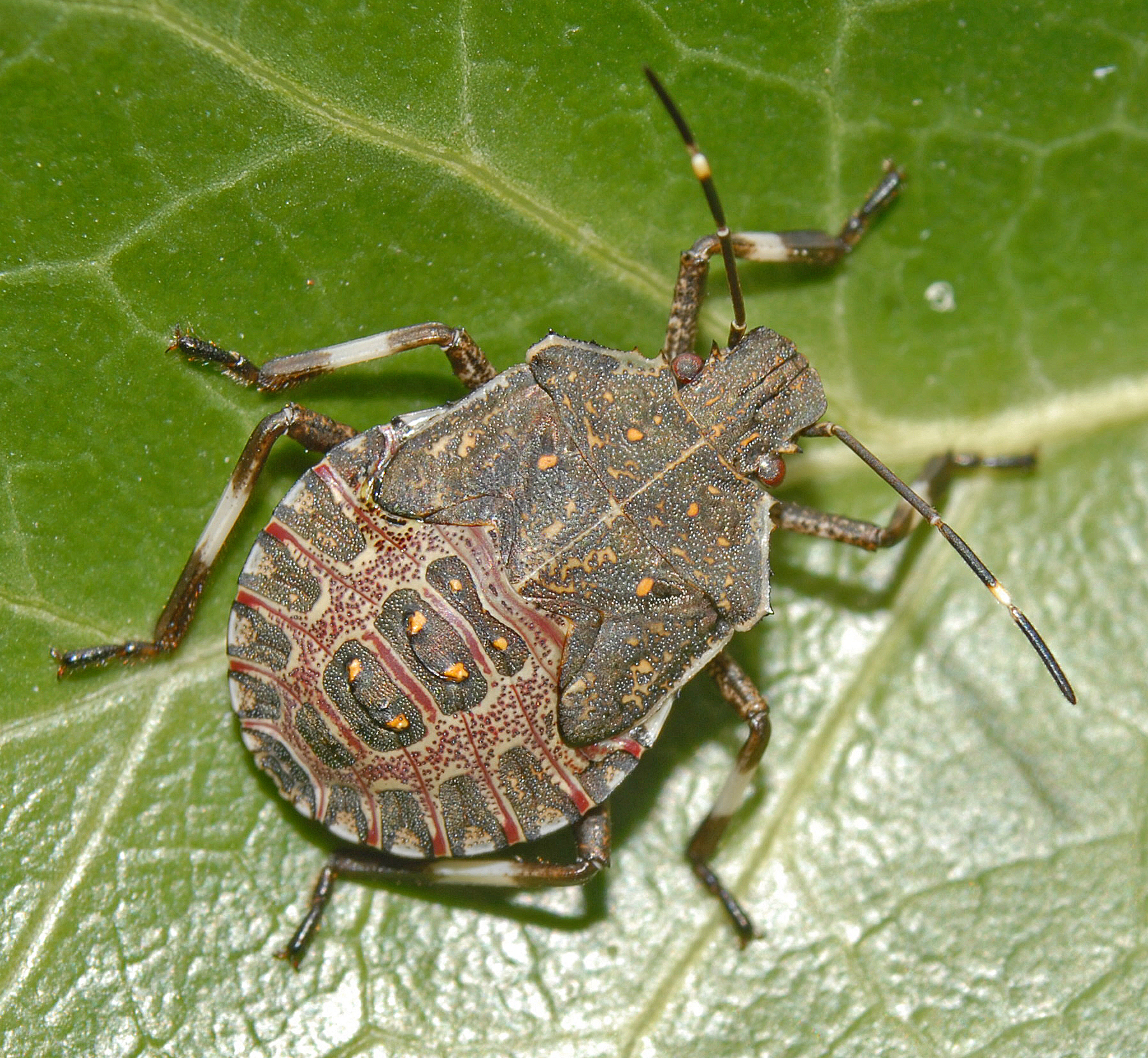
Німфа на п'ятій стадії
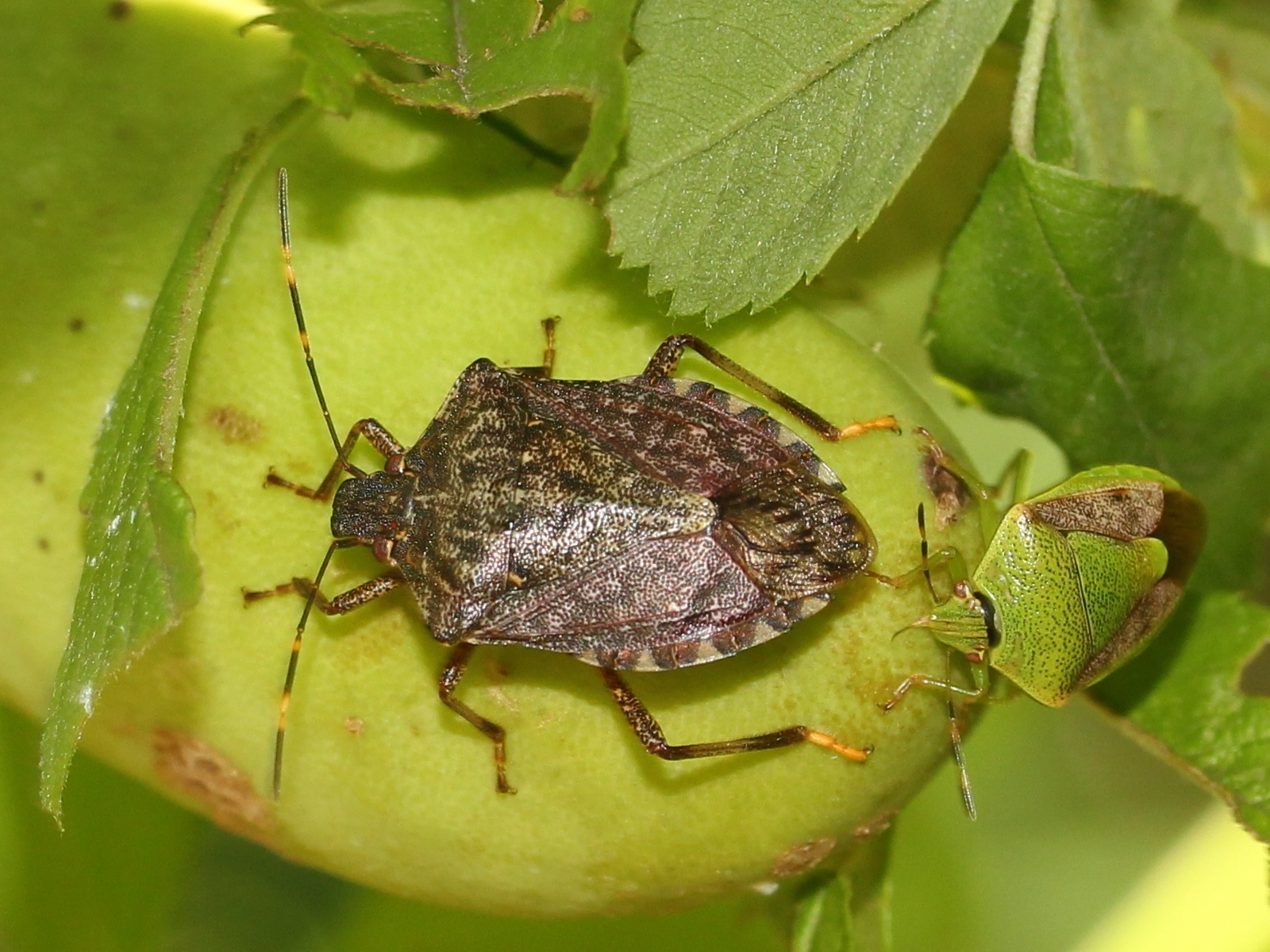
Доросла особина
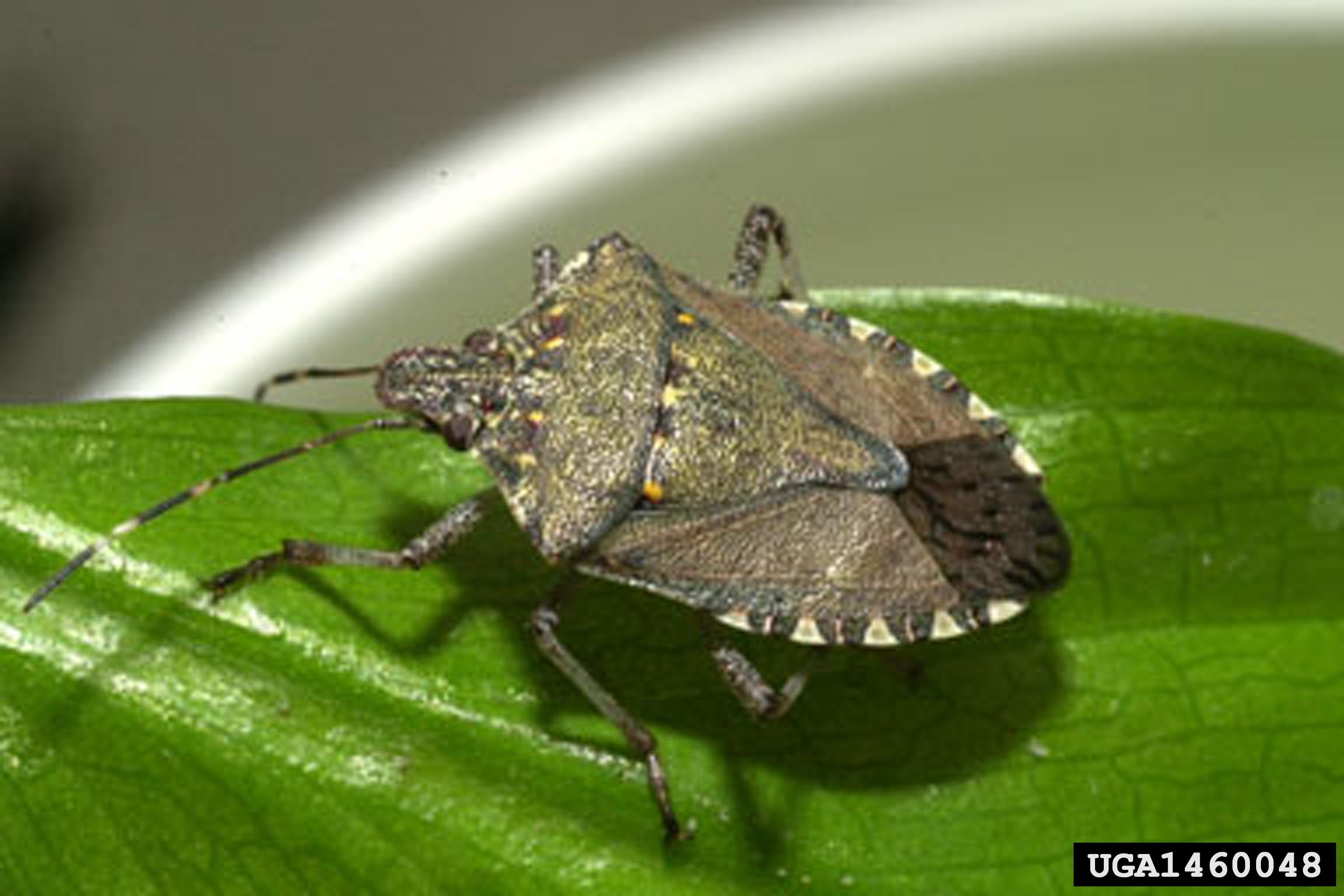
Доросла особина
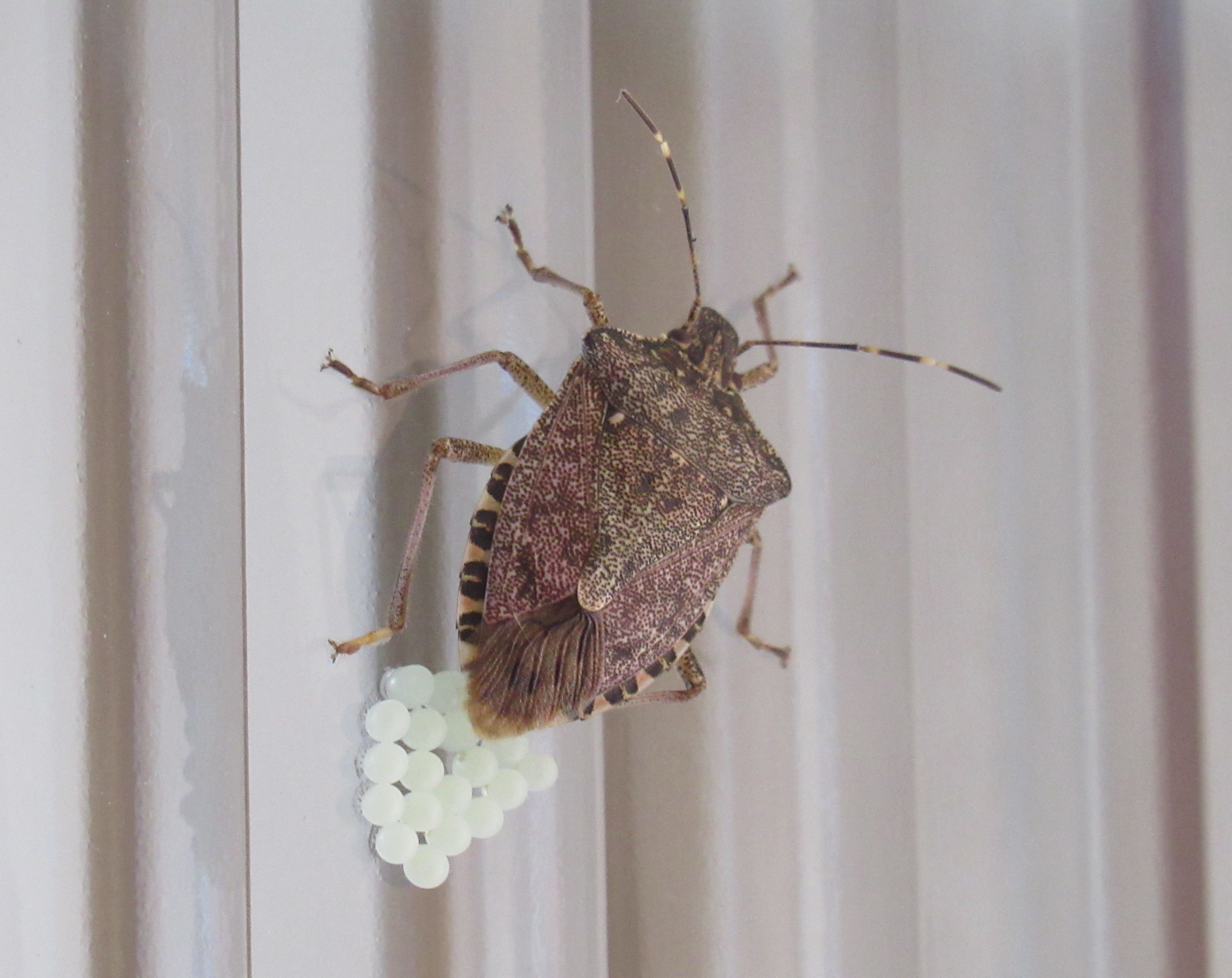
Особина відкладає яйця